# Waldhäusern
Waldhäusern (toponimo tedesco) è una frazione del comune svizzero di Bünzen, nel Canton Argovia (distretto di Muri).

## Storia

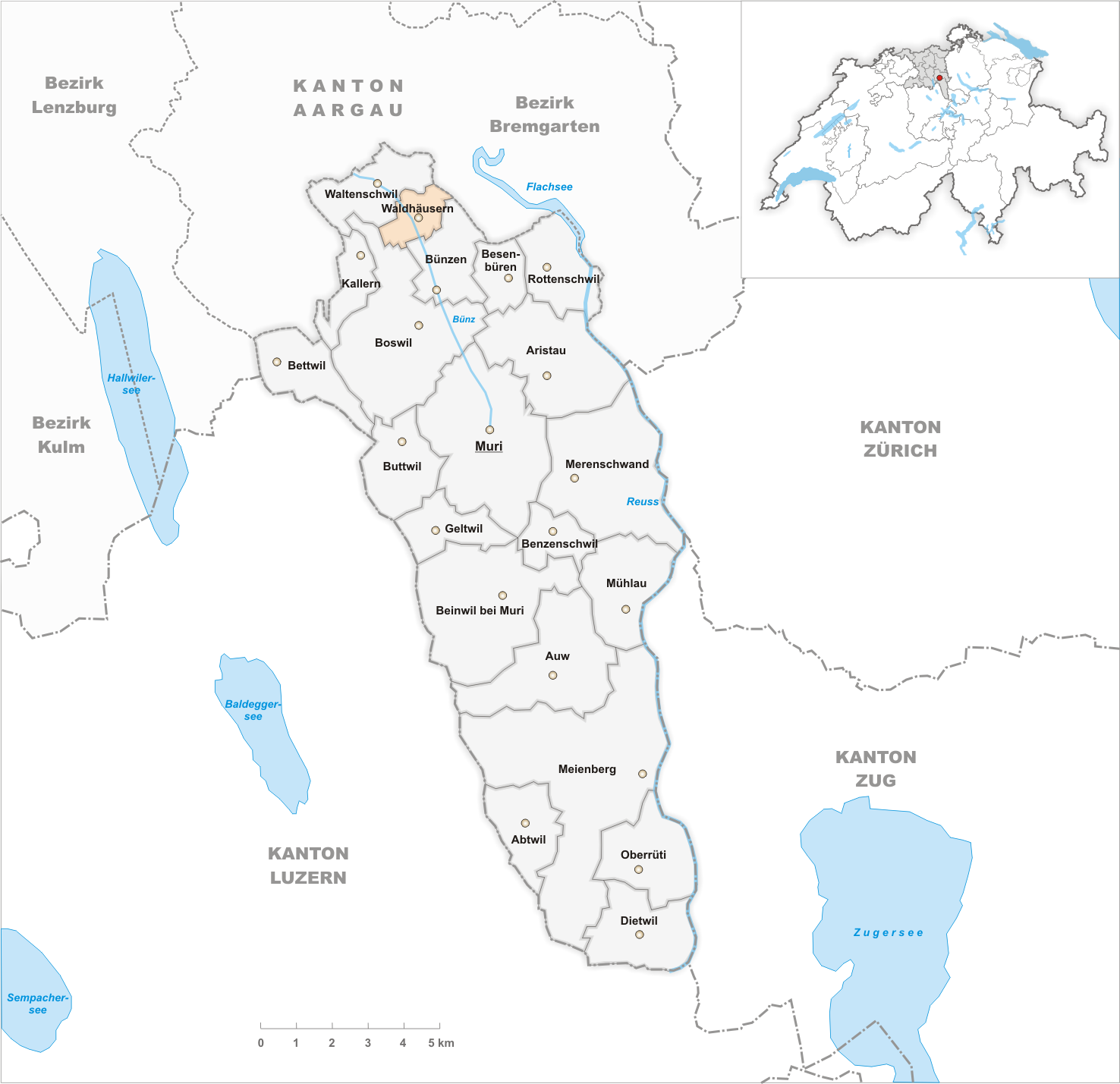
Il territorio del comune di Waldhäusern prima degli accorpamenti comunali del 1940

Già comune autonomo, nel 1940 è stato accorpato a quello di Bünzen tranne la frazione di Hessel, assegnata a Waltenschwil.

## Società

### Evoluzione demografica
L'evoluzione demografica è riportata nella seguente tabella:
Abitanti censiti